# Camp Quest UK
Camp Quest UK is een Brits zomerkamp met als doel om bij kinderen kritisch denken te bevorderen.

## Overzicht

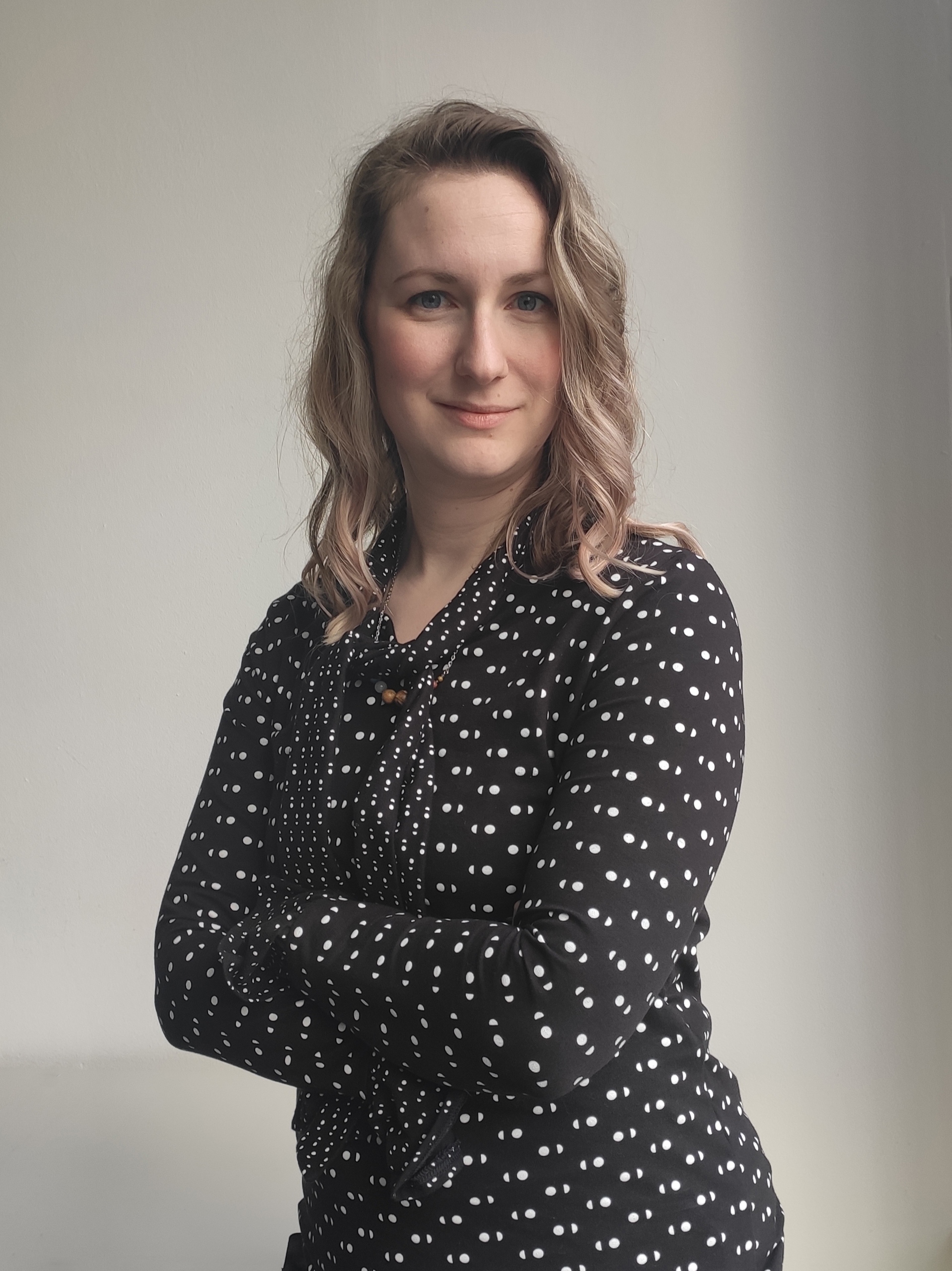
Samantha Stein, 2020

Camp Quest is een niet-religieus zomerkamp voor kinderen dat in 1996 begon in de Verenigde Staten. Na het lezen over Camp Quest in Richard Dawkins' boek God als misvatting deed Samantha Stein mee als vrijwilliger aan een kamp en zette vervolgens een vergelijkbaar kamp op in het Verenigd Koninkrijk. Camp Quest UK ging in 2008 van start door Stein en een groep vrijwilligers, gesteund door een gift van de Richard Dawkins Foundation for Reason and Science. Het organiseerde zijn eerste kamp in 2009 in Somerset voor kinderen van 8-17 jaar. Het kamp is een alternatief op traditionele religieuze zomerkampen zoals die door lokale kerken worden georganiseerd.
Op Camp Quest UK discussiëren deelnemers over filosofische ideeën, leren over onderwerpen zoals astronomie en doen mee aan traditionele kampeeractiviteiten. Het kamp wil samenwerking, tolerantie en empathie bevorderen en leert kinderen om voor zichzelf na te denken over zaken zoals religie en ethiek. Tijdens het eerste Camp Quest UK in 2009 kregen de aanwezen de opdracht om te bewijzen dat een onzichtbare eenhoorn niet bestaat; dit was bedoeld om aan te tonen dat het onmogelijk is om het niet-bestaan van iets te bewijzen.